# Dominik Antonín z Thunu
Dominik Antonín II. z Thunu (německy Dominikus Anton von Thun, italsky Domenico Antonio Thun, 2. března 1686 Trident – 7. září 1758 ) byl tyrolský šlechtic z rodu Thunů, v letech 1730 až 1758 vykonával úřad knížete-biskupa tridentského.

## Život
Narodil se v roce 1686 jako syn Jana Vigila z Thunu (1650-1731) z rodové linie Castel-Thun a jeho manželky, hraběnky Johany z Wolkensteinu.
Tridentský biskup Antonín Dominik z Wolkenstein-Trostburgu byl bratrem jeho matky, stejně jako kurfiřtský falcký komorník Petr Antonín z Wolkenstein-Trostburgu.
Od roku 1701 studoval v Římě na Collegiu Germanicu a v témže roce byl jmenován kapitulářem v Tridentu. V roce 1720 byl vysvěcen na kněze. Po smrti svého strýce v roce 1730 byl 19. června za podpory Vídně zvolen tridentským biskupem. Papežské potvrzení získal 22. listopadu, 18. prosince se ujal diecéze a 4. února 1731 byl vysvěcen na biskupa.
Na začátku svého funkčního období inicioval obnovu tridentské katedrály. Po smrti bratra Augustina v roce 1741 a smrti katedrálního děkana Karla Konstanze von Trappa, který na něj měl silný vliv, se jeho administrativa výrazně změnila. Začal pořádat festivaly a slavnosti, se svým dvorem dokonce jezdil na karneval do Benátek a při svých vizitačních cestách se nechal doprovázet dvorními šašky. Kvůli rychle rostoucímu dluhu diecéze však katedrální kapitula v roce 1747 požadovala změnu jeho životního stylu. Když se tak nestalo, požadoval jeho rezignaci. Protože však ani tato snaha nebyla úspěšná, obrátila se kapitula na papeže a Marii Terezii. Papež Benedikt XIV. poslal varovný dopis a Marie Terezie vyslala na jednání vládního radu Josefa Ignaze Hormayra. Thun v roce 1748 souhlasil s přijetím koadjutora s právem spravovat diecézi a nástupnictví.
Nástupcem Dominika Antonína se stal jeho synovec, sekavský biskup Leopold Arnošt z Firmianu a po jeho rezignaci v roce 1758 se koadjutorem diecéze stal František Felix Alberti z Enna.
Dominik Antonín se stáhl z Tridentu a do správy diecéze již nezasahoval. Zemřel dne 7. září 1758 byl pohřben v tridentské katedrále sv. Vigila.

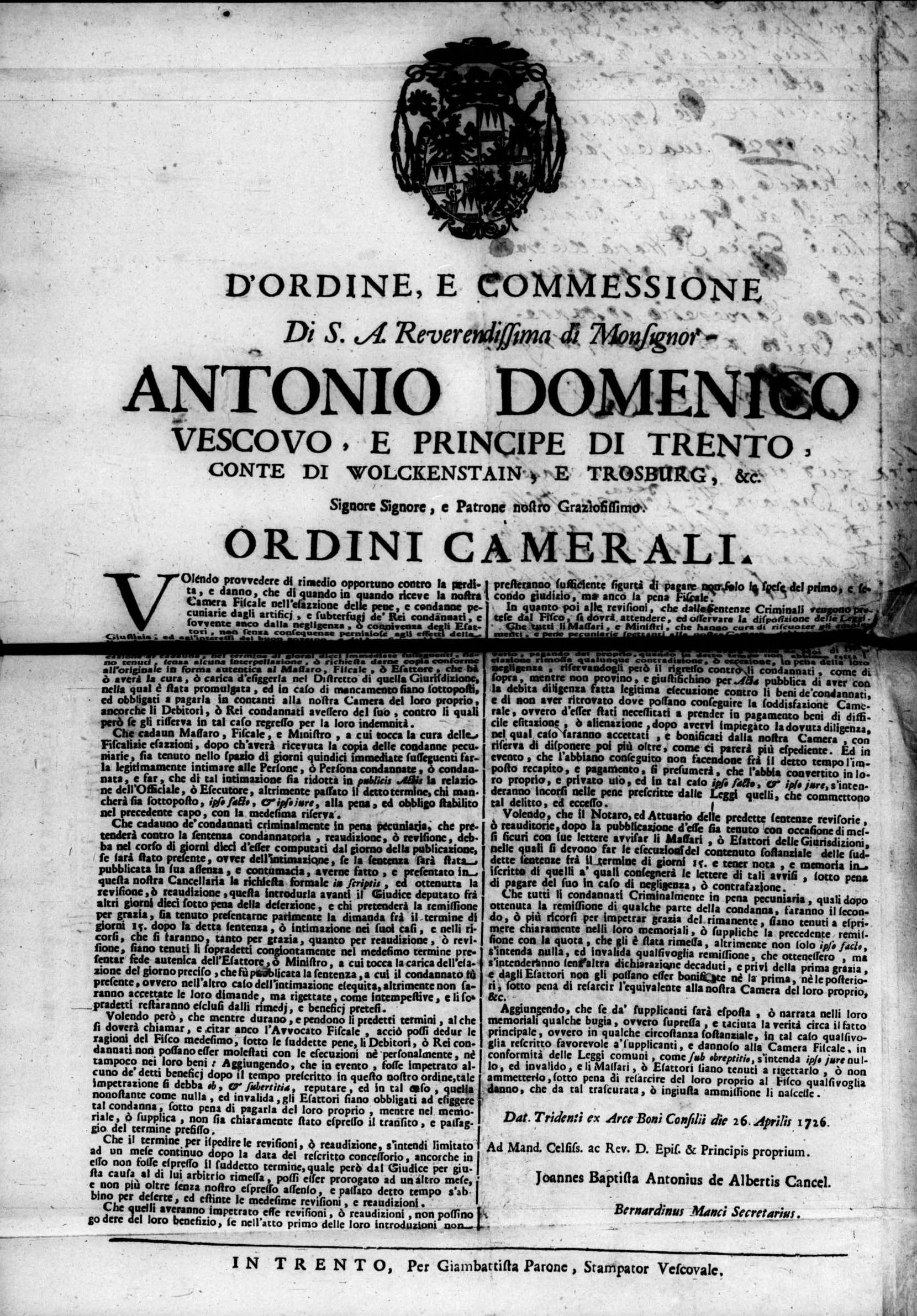
Thunův traktát Ordini camerali, 1726